# Rik Opsommer
Rik Opsommer (* 1962 in Zwevegem) ist ein belgischer Historiker. Er ist Leiter des Stadtarchives der Stadt Ypern.

## Leben
Rik Opsommer wurde 1993 mit einer von Jos Monballyu betreuten Dissertation zum Lehnsrecht im 14. und 15. Jahrhundert in Flandern promoviert. Danach war er Assistent am Institut für Rechtsgeschichte der Juristischen Fakultät der Außenstelle Kortrijk der Katholieke Universiteit Leuven. Seit 2005 ist Opsommer Lehrbeauftragter an der Universität Gent.
Rik Opsommer publizierte unter anderem zu Feldpostkarten, den als Feldpost während des Ersten Weltkrieges produzierten Ansichtskarten. Ergebnisse seiner Forschungen stellte er auf einer Tagung im Museum für Kommunikation Berlin im Jahr 2010 vor. In seinem Beitrag Feldpostkarten aus Westflandern. Historische Forschungsmöglichkeiten und Beschränkungen eines Alltagsmediums im Ersten Weltkrieg wies er darauf hin, dass die Produkte deutscher Ansichtskarten-Verlage (wie Dr. Trenkler & Co., C. Hünich in Berlin-Charlottenburg, Friedrich Stünkel in Elberfeld, Hannoverscher Kunstverlag Heinrich Carle) und auch das Feldpostkartenangebot der Feldbuchhandlung der 4. Armee als Zeugnisse der Geschichte des Ersten Weltkrieges noch nicht ausreichend erforscht worden seien.

## Schriften
- Kemmelbergweg, Langemarckstein, Becelaerekaserne, Ypernstraße en Flandernsportplatz: onbekend, onbemind. Vlaamse propagandistische toponiemen in Duitsland na de eerste wereldoorlog (= Ieperse historische studies, Bd. 9). Stadsarchief Ieper, Ieper 2003.
- als Herausgeber: Veldpost, Feldpost 1914–1918. 200 west-vlaamse ansichtkaarten. Stadsarchief Ieper, Ieper 2004–2007.